# Osthryth
Osthryth (... – 697) fu sovrana della Mercia.

## Biografia
Osthryth nacque in data imprecisata da Oswiu di Northumbria e dalla sua seconda moglie  Enfleda di Northumbria. Prima del 679, data che si desume dal fatto che Beda il Venerabile lo menziona quando parla della Battaglia del Trent occorsa in quell'anno, Osthryth sposa Aethelred di Mercia e non era la prima donna della sua famiglia che entrava nella famiglia reale merciana. Sua sorella Alhflæd  era andata in moglie a Peada di Mercia che era poi morto assassinato nel 656 forse con la connivenza della moglie stessa che, dopo la morte del marito si rifugiò in quel che è oggi noto come il villaggio di Fladbury il cui nome vorrebbe dire fortezza di Flæde. Qualche anno dopo il 690 Aethelred concesse le terre di Fladbury al vescovo di Worcester Oftfor perché vi riportasse in essere la vita monastica. Tale concessione venne poi messa in dubbio da Æthelheard di Hwicce che sostenne che le azioni del re erano prive di fondamento giacché le terre appartenevano a Osthryth di diritto. Æthelheard  si ritenne in dovere di intervenire perché sosteneva di essere suo erede tramite un precedente matrimonio di Osthryth con un governante merciano di nome Eanhere.
Sia Osthryth che il marito favorirono l'abbazia di Bardney nel Lincolnshire dove ella fece riporre le ossa dello zio Osvaldo di Northumbria che era venerato come santo un culto che ella forse provvide a mantenere particolarmente vivo, per altro molti anni dopo Osthryth persuase la sua vedova, Cyneburh, a prendere il velo.
Sul fronte domestico nel 679 ella vide contrapposti il marito e due dei suoi fratelli Egfrido di Northumbria ed Aelfwine di Deira che morì nella sopracitata battaglia di Trent.
Nel 697 Osthryth morì assassinata e le fonti coeve non riportano il movente, le ipotesi sono diverse, c'è chi vuole che sia stato per il cattivo sangue che scorreva fra Mercia e Northumbria o per una vendetta a riguardo del presunto coinvolgimento della sorella nell'assassinio di Peada. Infine c'è chi vuole che sia stata coinvolta nel tentativo di separare il regno di Hwicce da quello della Mercia.
È assai probabile che Osthryth fosse la madre di Ceolred di Mercia.